# InuYasha (lik)
Glavni lik animea i mange Inuyasha. On je poludemon ili hanyo.

## Priča
Sama anima i manga počinju Inuyashinim bijegom s draguljem četiriju duša iz sela. U bijegu ga ustrijeli miko zvana Kikyo za stablo. Nesposoban da se pomakne, Inuyasha ispusti dragulj i izgubi svijest.
50 godina kasnije, probudi ga miris djevojke Kagome koja je doputovala u prošlost pomoću čarobnog bunara. S obzirom na to da je demon koji je napao Kagome bio prejak da ga itko zaustavi, ona je slomila strijelu koja je tijekom onih 50 godina i dalje držala Inuyashu za stablo. Učinivši to, Inuyasha se oslobodio i ubio demona koji je u sebi imao dragulj četiriju duša. Kada je Kagome uzela dragulj pokušao ju je ubiti. Prije nego što je uspio miko Kaede mu je stvorila čarobnu ogrlicu oko glave koja bi svaki put kada bi Kagome rekla "sjedni" njemu zabila glavu u zemlju. Nakon što je Kagome slučajno raznijela dragulj četiriju duša Inuyasha je morao početi surađivati s njom jer je ona imala sposobnost osjetiti dragulj četiriju duša, a on imao moć da ga otme onome tko ga je imao.
Tijekom svoje potrage upoznali su razne likove poput Shippoa, Mirokua, Sango i Kirare,a s kojima su nastavili putovanje.

## Napadi
- Hijin Kesso (engl. "Blades of Blood")
- Sankon Tesso (engl. "Iron Reaver Soul Stealer")
- Kaze no Kizu (engl. "Wind Scar")-osnovni napad Tessaigom koji može pobiti 100 demona u jednom udarcu.
- Bakuryūha (engl. "Explosive Flowing Wave" ili "Backlash wave")
- Barrier shatter
- Ryūrin no Tessaiga (engl. "Diamond spear wave")